# Napozás

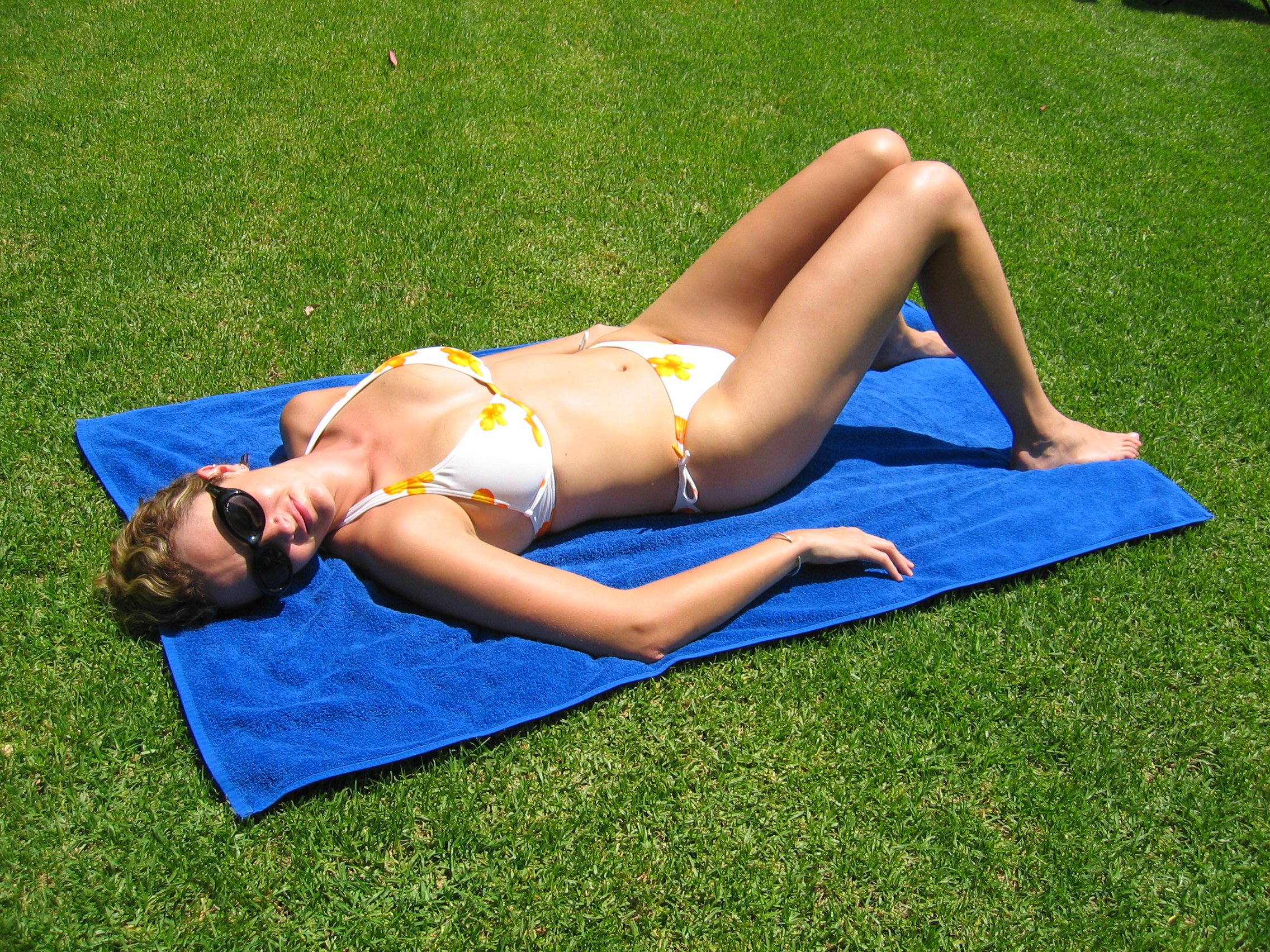
Napfürdőző

A napenergia a Föld minden élőlényének éltető eleme. Minden élőlény léte valamiképpen függ tőle. A Földön levő összes energia, erő és élet forrása a Nap. A növények színpompája, a gyümölcsök íze, a termés tápértéke, mind a napból veszi eredetét. A napraforgó, a hajnalka, a Helianthusok és a növények különféle fajai arra fordítják a fejüket, amerről a fény jön. Még a legalacsonyabb rendű növények is valósággal értelmi megnyilatkozást mutatnak a nappal szemben. A természettudományban heliotropizmusnak nevezik a növényeknek a szeretetét a napfény irányában.
A háziállatok, a kutya, a macska odafekszenek a napra. A sarkkörök közelében, ahol télen a nap több hónapig nem kel fel, sok emberen súlyos lehangoltság, depresszió hatalmasodik el.
A növényekben, gabonafélékben, a tejben napenergiát eszünk. A klorofill a növények által felszívott és átalakított napenergia. Nem más, mint mint egyfajta folyékony napfény, amely az egyik legkedvezőbb anyag egy erős emberi szervezet felépítéséhez.
A helioterápia a görög napot jelentő helios és a gyógykezelést jelentő görög-német eredetű therapia szavak összevonásából létrehozott kifejezés, amely alatt a napfénnyel való gyógyítást értik.

## Élettani hatások

### Előny

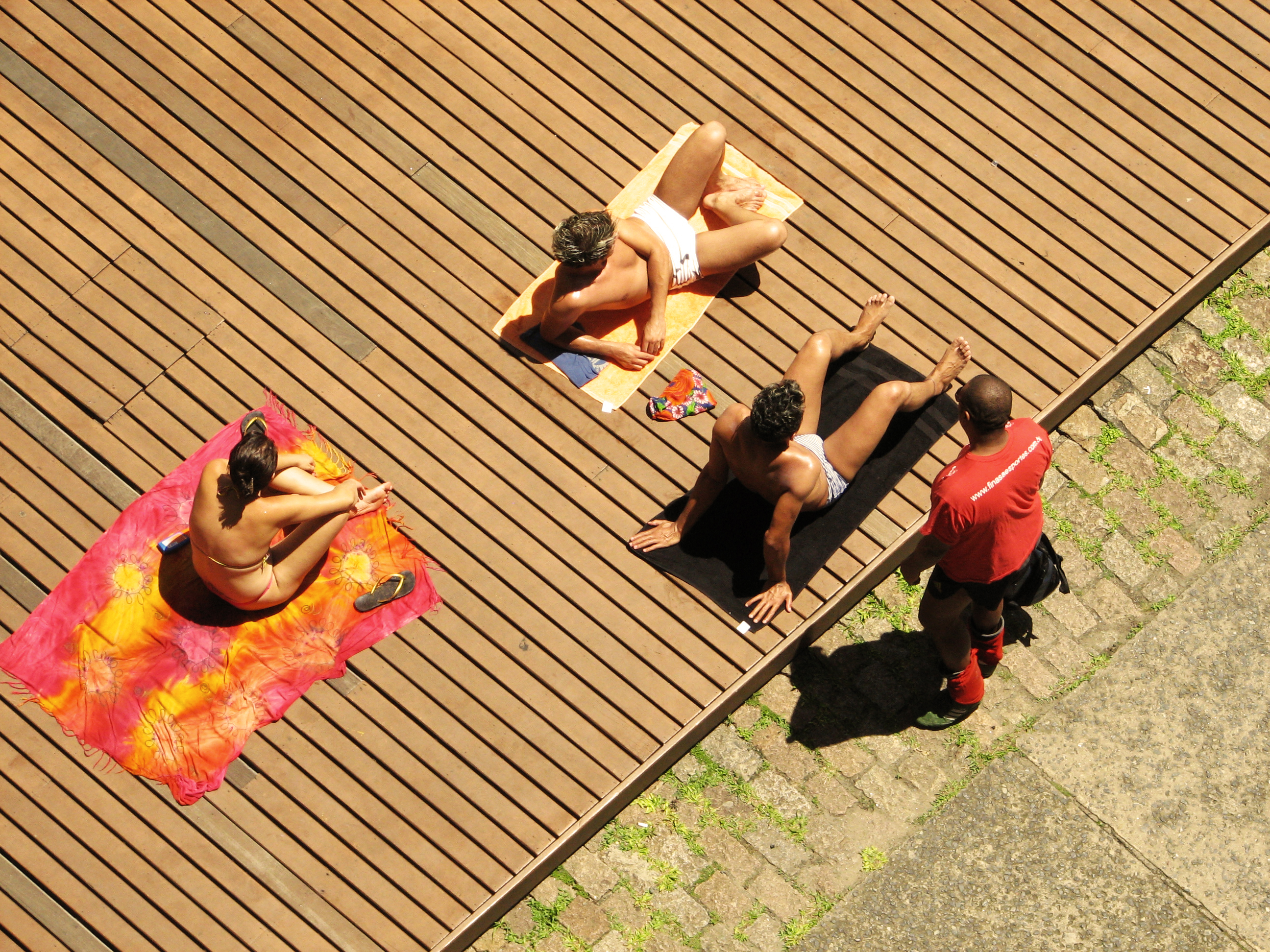
Napozó emberek

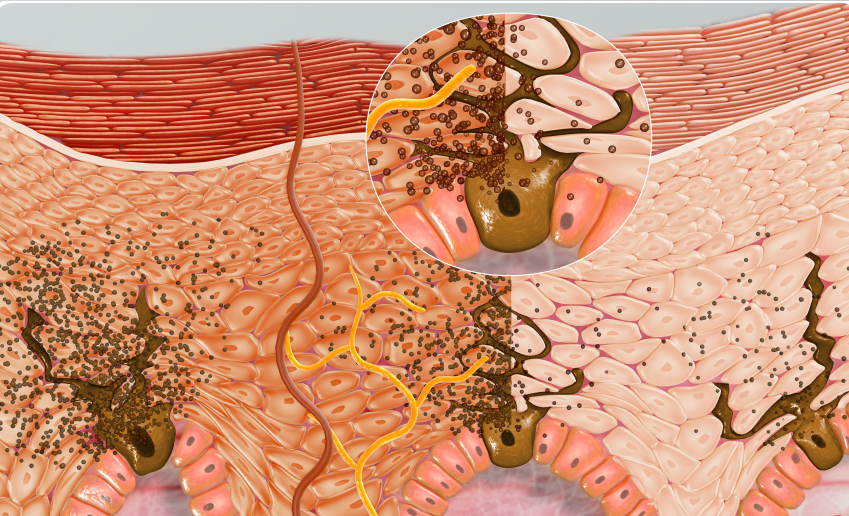
A napsugárzás hatására az emberi bőrben melanin termelődik, amely képes megvédeni a sejtek DNS-ét a káros sugárzástól

A Nap sugarai nagy hatásfokkal pusztítják el a baktériumokat. Bőrünk magába szívja a napfényt és azzal együtt annak baktériumölő energiáit is. A Nap az ideges, aggodalommal és feszültséggel teli emberek  kiváló gyógyítója. Amikor kifekszenek a napra, a napsugarak hozzájuttatják az idegeiket és a szervezetüket a pihenéshez, a kikapcsolódáshoz. A test milliónyi idegvégződése magába szívja a napenergiát és átalakítja a szervezet számára. A szervezet a fényt elektrokémiai energiává alakítja át, ami biokémiai reakciók láncolatát indítja el a sejteken belül. Fontos a sejtanyagcserében és elősegíti a gyógyulási folyamatokat. Növeli a vér oxigéntartalmát és javítja a test vérellátását. Csökkenti a koleszterinszintet. Hozzájárul a D-vitamin és az erős csontok képződéséhez. Mértékletes alkalmazása esetén gátolja a rák kialakulását és csökkenti a vérnyomást.

### Hátrány
Gyógyászati szempontból fontos szerepe van annak is, hogy az embert vagy más élőlényt érő fény mekkora erősségű, milyen színdinamikájú és mennyi láthatatlan (ultraibolya, infravörös) sugárzást tartalmaz. A napfény UV-összetevője az ember számára nagy adagban egészségkárosító. A szokásosnál erősebb vagy tartósabb UV-sugárzás jó és rosszindulatú bőrdaganatokat, kromoszómasérüléseket és más károkat okozhat. A napfényben való tartózkodás káros lehet az arra allergiások számára is.
A rövidebb hullámhosszú UV-C sugarak nagy részét a bolygónkat körülvevő ózonréteg nem engedi át, és a Föld nagy részén a közepes hullámhosszúságú UV-B sugarak is kiszűrésre kerülnek. Ahol viszont az ózonréteg elvékonyodott vagy kilyukadt, ott átjutnak ezek a káros sugarak.

#### A napozás fáradtságot okozó hatása
Ha az emberi szervezet a szokottnál melegebb környezetbe kerül (például egy forró napon), a test működésében néhány változás áll be, hogy a szervezet alkalmazkodjon az igénybevételhez és csökkentse a belső hőmérsékletet. Például kitágulnak a véredények („értágulás” jön létre), ezzel több vér tud áramlani a bőr felszínének közelében. Ez lehetővé teszi, hogy a viszonylag melegebb vér kissé le tudjon hűlni a meleg leadásával. Ez a magyarázata az ilyen esetben létrejövő bőrpirosságnak. A szervezet izzadságot választ ki a bőrön keresztül, ami párolgás révén csökkenti a bőr hőmérsékletét (ezért nem célszerű letörölni az összes izzadságot). A szervezetre rótt többlet munka miatt megnő a pulzusszám, és a metabolizmus sebessége (a szervezet működéséhez szükséges kalória elégetése), ezek miatt fáradtabbnak és álmosabbnak érezzük magunkat. Ezeken felül a legtöbb ember szinte állandóan dehidratált állapotban van (kevesebb folyadék van a szervezetében, mint ami szükséges lenne), ennek egyik tünete szintén a fáradtság. A Napnak a bőrre kifejtett hatása szintén növeli a kiszáradást. Kisebb bőrégések következnek be, módosul a pigmentáció és apró ráncok alakulnak ki a napozás hatására. Ezek a kémiai és fizikai változások a szervezetet arra ösztönzik, hogy a változásokat helyreállítsa, ez energia felhasználásával és fáradtsággal jár. Ha a bőr leégése megkezdődik, a szervezet többi részéből folyadék áramlik a sérült bőrfelülethez, hogy annak helyreállítása megindulhasson, vagyis ez kiszárítja a szervezet többi részét, továbbá kevesebb folyadék marad az izzadáshoz, tehát a hűtési folyamat is hátrányba kerül.
A túl nagy meleg miatt hőguta is kialakulhat, ami életveszélyes is lehet. Ennek kezdeti tünetei: erős izzadás, gyors pulzus, álmosság vagy szédülés. Ezek súlyosbodását megelőzendő hűvösebb helyre kell vinni az illetőt, és vizet kell vele itatni. Ha a tünetek nem csökkennek egy órán belül, orvosi segítséget kell kérni.

## Történelem
A napozás az egyik legrégebbi gyógymód, amelynek gyógyerejét az ősidőktől fogva ismerték. Több ókori leírás is ránk maradt. Az ókori görögök lapos házaik tetejét használták fel a napfürdőzésre. Innen nyerte a nevét is: solarion. Később e célra külön helyiségeket építettek, amelyeknek neve a Heliosis volt.
Az ókori egyiptomi, görög, római és arab orvosok mindennapi „orvosságként” használták a napfényterápiát.
Hippokratész a Kr. e. 5. században számos különböző betegség kezelésére javasolta a napfürdőzést. Leírta annak módját, alkalmazását. Betegeinek arcát, fejét hűvös, nedves kendővel védte.
Celsus, Galenus, Aurelianus, Cicero római írók, majd Avicenna perzsa orvos-filozófus szintén sok betegségre ajánlotta.
Hasznosnak tartották vesebajnál, vízkórnál (ödéma), májbajoknál, görvélynél, dagadásoknál, asztmánál, epilepsziánál, bőrbetegségeknél, egyes idegbántalmaknál, különféle bénulásoknál, hipochondria, hisztéria esetében, továbbá köszvény, reuma és elhízás ellen is.
Az ifjabb Plinius egyik levelében arról számolt be, hogy nyaranta, étkezés vagy fürdőzés után szívesen járkál a napon meztelenül, mivel ez igen jót tesz emésztésének. A nagyobb római házakban külön helyiség, a solarium szolgált a napozásra. A sápadt bőrt a betegség jelének tekintették.
Aetius Antillus így ír: Sokan teszik ki magukat a nap gyógyító sugarainak... Az izmok erősödnek, a felesleges zsír eltávozik. Ellenállóbbá tesz a betegségek ellen.
A középkorban lassan elveszett a gyógyítás ezen ága. Gyógymódként csak az elmúlt századokban kapott újra figyelmet. 
A TBC-s betegek napfürdőztetése a penicillin feltalálásáig szinte a legeredményesebb módja volt e betegség kezelésének. A 19. századtól sorra jelentek meg olyan európai és amerikai szanatóriumok, ahol a természetes gyógymódok mellett napkúrát is alkalmaztak a pácienseknél.
Magyarországon az első helioterápiás témájú orvosi disszertációt Fuker András írta. Műve 1837-ben jelent meg.
A 20. század elején a magyar Bucsányi Gyula orvos Bledben (Velnes) és Nápolyban egyetemi kutatások keretében tanulmányozta a napkúra lehetőségeit. „A napfény gyógyhatása és a napfürdő.” címmel tett közzé sikeres könyvet 1907-ben, amely több kiadásban is megjelent.
A helioterápia kb. a 20. század közepéig volt népszerű. Napjainkban, mint gyógykezelést, a fototerápiát alkalmazzák helyette (a napfény hatásos komponenseinek mesterséges előállítása, annak káros sugarai nélkül; ilyen pl. az infravörös lámpa, az ultraibolya sugárzás stb.).